# Božislava
Božislava de Bohême (tch. Božislava Přemyslovna, lat. Bogislawa) (née après 1197) est une princesse bohémienne, deuxième fille d'Ottokar Ier et de sa première épouse  Adélaïde de Misnie.
En 1198 ou 1199,  elle est fiancée avec le duc Léopold d'Autriche, ou peut-être qu'il s'agisse de sa sœur aînée Dagmar. Toujours est-il que les fiançailles sont rompues en 1202 ou 1203. 
Elle épouse le comte Henri Ier d'Ortenburg (1170-1241), dont elle fut la première femme. Elle est connue alors comme Jutta d'Ortenburg. Elle est la fondatrice du couvent de Schwarzhofen.

## Descendants
- Élisabeth († 1272), elle épouse Gebhard IV († 1293), landgrave de Leuchtenberg
- Henri II d'Ortenburg († 1257), comte d'Ortenburg
- Anne († 1239), elle épouse Frédéric Ier († 1274), comte de Truhendingen
- Osanna († 1288), elle épouse Conrad d'Ehrenfels